# Fête paroissiale en Pologne
 (juillet 2023).

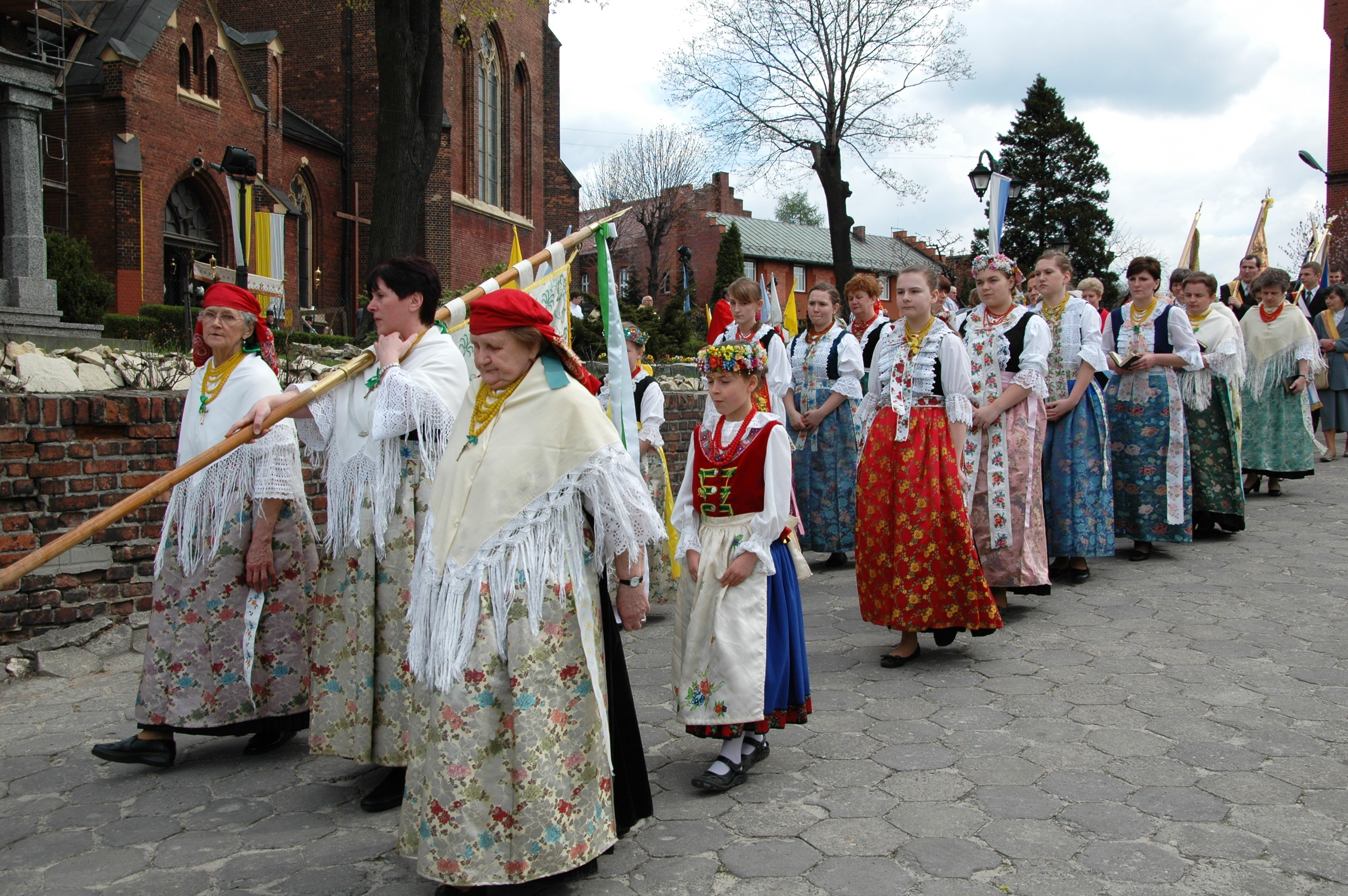
Une procession en Pologne

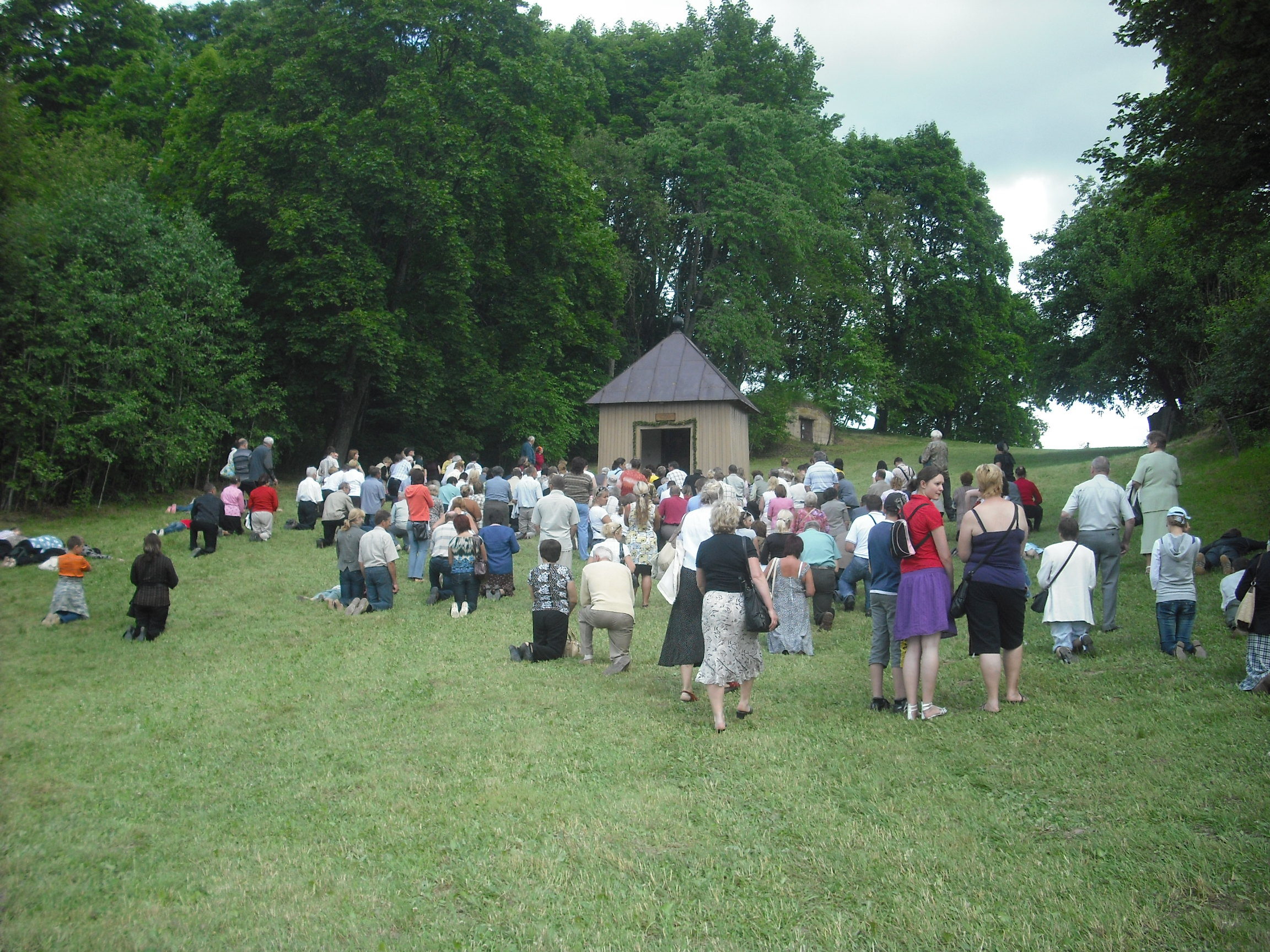
Fidèles en prière en Lituanie

Une fête paroissiale  ou foire paroissiale  ou encore fête du relâchement  ( lituanien : atlaidai  ; polonais : odpust parafialny) désigne une fête annuelle locale organisée par l’Église catholique  en Pologne et en Lituanie le jour de la fête du saint patron d'une paroisse donnée. Nombre de ces  festivals sont issus de longues traditions historiques qui remontent à la Contre-Réforme aux XVIe et XVIIe siècles[réf. souhaitée]. Presque chaque paroisse organise de tels festivals, certaines églises en ont même plusieurs par an. Les participants à ces fêtes peuvent recevoir des indulgences pour eux-mêmes et leurs proches défunts. Les festivals comprennent des messes, des processions religieuses, des chorales d'églises ainsi que d'autres spectacles musicaux  et sont souvent accompagnés de marchés artisanaux traditionnels. Ces fêtes renforcent l'identité locale et favorisent un sentiment de communauté[réf. souhaitée].  Certains des plus grands festivals, comme le grand festival de Žemaičių Kalvarija, durent une semaine, attirent des milliers de personnes et font l'objet de pèlerinage importants.

## Par pays

### Lituanie
Fêtes paroissiales principales en Lituanie : 
- De la Visitation de la Bienheureuse Vierge Marie à Žemaičių Kalvarija en juillet (voir le Grand Festival de Žemaičių Kalvarija )
- De l'Assomption de la Bienheureuse Vierge Marie à Pivašiūnai et Krekenava en août
- De la Nativité de la Bienheureuse Vierge Marie à Šiluva en septembre
- De Notre-Dame de la Porte de l'Aurore à Vilnius en novembre
- Des saints Pierre et Paul à Vilnius en juin
- De Notre-Dame de Trakai à Trakai en septembre